# Makambako (TC)
Makambako (TC) (Makambako Town Council) ist ein Distrikt der Region Njombe in Tansania. Er grenzt im Norden und im Osten an den Distrikt Mufindi der Region iringa, im Süden an den Distrikt Njombe und im Westen an den Distrikt Wanging'ombe.

## Geographie
Makambako (TC) hat eine Fläche von 884 Quadratkilometern und 146.481 Einwohner (Volkszählung 2022). Das Land ist eine hügelige Hochfläche zwischen 1000 und 2000 Metern über dem Meer, die von saisonal gefluteten Tälern durchzogen wird. Die größten Flüsse sind Fukulwa und Mrucha, beide enden in den Mufindi-Sümpfen. Von der Fläche entfallen beinahe 60 Prozent auf urbares Land, weniger als 1 Prozent ist bewaldet.
Das Klima in Makambako ist gemäßigt warm, Cwb nach der effektiven Klimaklassifikation. Im Jahresdurchschnitt regnet es 825 Millimeter, der Großteil davon fällt in den Monaten Dezember bis März. Vor allem die Monate Juni bis September sind sehr trocken. Die Durchschnittstemperatur liegt zwischen 16,1 Grad Celsius im Juli und 21,1 Grad im November.

## Geschichte
Der Name „Makambako“ bedeutet in der Sprache der Bena „Ort wo Stiere kämpfen“. Er geht darauf zurück, dass dieses Gebiet für Stierkämpfe bekannt war. Zum Town Council erhoben wurde Makambako im Jahr 2012.

## Verwaltungsgliederung
Makambako (TC) besteht aus dem einen Wahlkreis (Jimbo) Makambako und zwölf Bezirken (Kata):
- Kitandililo
- Kitisi
- Kivavi
- Lyamkena
- Maguvani
- Mahongole
- Majengo
- Makambako
- Mjimwema
- Mlowa
- Mwembetogwa
- Utengule

## Bevölkerung
Die größte ethnische Gruppe im Distrikt sind die Bena, daneben leben vor allem Hehe und Kinga in Makambako. Die Bevölkerungszahl stieg von 1988 bis 2002 um 76,3 Prozent auf 91.079 Menschen. Bis 2012 stieg die Einwohnerzahl auf 93.827 und weiter auf 146.481 im Jahr 2022.

## Einrichtungen und Dienstleistungen
- Gesundheit: Im Distrikt befinden sich zwei Krankenhäuser und ein Gesundheitszentrum.[7]
- Bildung: Vierzig Grundschulen und sechzehn weiterführende Schulen stehen für die Bildung der Jugend bereit.[7]
- Wasser: Bei einem jährlichen Bedarf von 2.210.000 Kubikmeter Wasser können 1.142.000 Kubikmeter geliefert werden, das entspricht 57 Prozent.[8]
- Energie: Die wichtigste Energiequelle zum Kochen ist Holz. Für die Beleuchtung benutzten 11 Prozent elektrische Energie, die wichtigsten Beleuchtungskörper sind Laternen.[9]

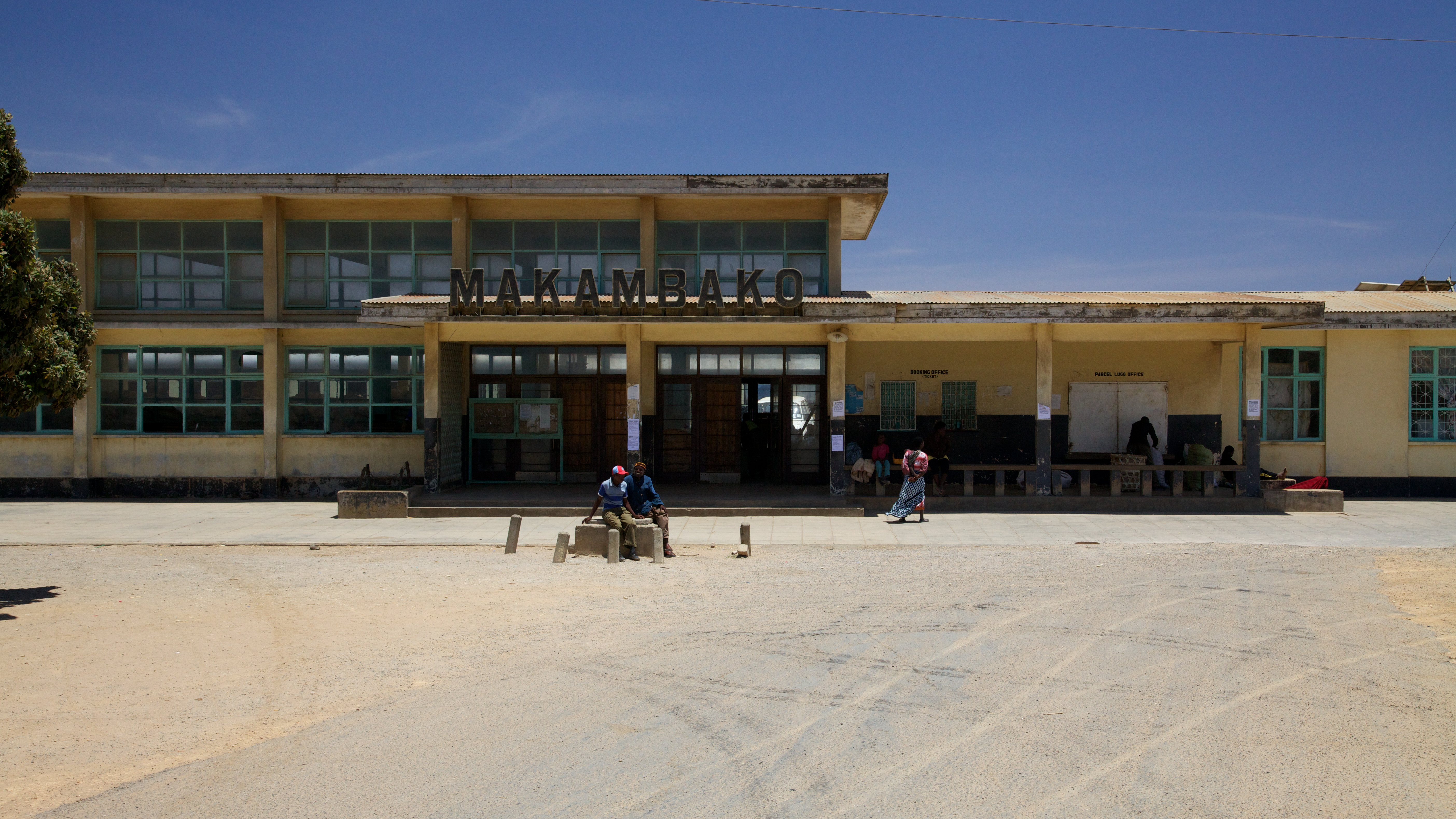
Bahnhof Makambako

## Wirtschaft und Infrastruktur
Haupteinnahmequelle ist mit 75 Prozent die Landwirtschaft. Etwa 9 Prozent der Einnahmen kommen von Gelegenheitsarbeiten, 5 Prozent von geschäftlichen Tätigkeiten, je 3 Prozent aus der Forstwirtschaft und von Löhnen und Gehältern. Ebenfalls 3 Prozent stammen von Überweisungen aus Gebieten außerhalb des Distrikts.
- Landwirtschaft: Die wichtigsten Anbauprodukte sind Kartoffeln, Mais, Süßkartoffeln und Bohnen. An Haustieren wurden neben Hühnern vor allem Rinder und Schweine gehalten.[11]
- Eisenbahn: Durch Makambako führt die von TAZARA betriebene Eisenbahnlinie von Daressalam nach Sambia.[12]
- Straße: Im Distrikt kreuzen sich die asphaltierten Nationalstraßen von Iringa nach Mbeya und von Iringa nach Songea.[4][13]

## Politik
Bei der Wahl zum Stadtrat (Town Council) werden je ein Vertreter für jede der zwölf Gemeinden, fünf spezielle Frauensitze und ein Staatsabgeordneter gewählt. Seit der letzten Wahl sind alle Abgeordnete von der Partei CCM.